# 1960年ローマオリンピックのデンマーク選手団
1960年ローマオリンピックのデンマーク選手団（1960ねんローマオリンピックのデンマークせんしゅだん）は、1960年8月25日から9月11日にかけてイタリアの首都ローマで開催された1960年ローマオリンピックのデンマーク選手団、およびその競技結果。

## 概要
今大会は金メダル2個、銀メダル3個、銅メダル1個の合計6個のメダルを獲得した。

## メダル
| メダル | 選手名             | 競技     | 種目                      |
| ------ | ------------------ | -------- | ------------------------- |
| 金     | エーリク・ハンセン | カヌー   | 男子カヤックシングル1000m |
| 銀     |                    | サッカー | 男子                      |